# 蛟桥街道
蛟桥镇，是中华人民共和国江西省南昌市新建区（由南昌经济技术开发区代管）下辖的一个乡镇级行政单位。

## 地名出处
西山溪水汇流于竹麻塘，水上有桥，相传古时有蛟螭窟，其下危害河岸，因此得名蛟桥

## 历史沿革
1949年为新建县第一区，1958年撤区分别属于乐化、望城两公社管辖，1961年设蛟桥镇，1964年9月为蛟桥镇和市郊区局北公社，1968年改称蛟桥公社，1980年5月由新建县改为郊区（现青山湖区）管辖并改为镇。
1996年将蛟桥镇由南昌市郊区（现青山湖区）交给昌北开放发展区（南昌经济技术开发区前身）代管。
1997年面积为107.3平方千米，人口11万，辖凤凰、下罗、范家、麦园、赤府、青岚、上罗、枫景、枫林、蛟桥、双港、鸡山、北山、港口14个行政村；镇政府驻下罗家。
2002年7月将湾里区梅岭镇代管的前进村、上风景村划回蛟桥镇。
曾经管辖青岚、赤府、上罗、下罗、麦园、范家、双港、鸡山、北山、港口、蛟桥、枫林、五联、枫景、凤凰村委会，南齿、江铃拖居委会。
在成立红谷滩新区前，蛟桥镇面积76平方公里。现约为73平方公里，凤凰村以及所在地块被划给红谷滩新区（现红谷滩新区凤凰洲管理处，土地名义仍然属于青山湖区但是行政上属于东湖区）
目前成立的白水湖管理处将枫林村、蛟桥村、双港村、鸡山村、北山村以及港口村划入管辖。
2011年新增9个社区。
2021年12月24日，经省政府批准，撤销南昌市青山湖区蛟桥镇，设立蛟桥街道，并划归新建区管辖。

## 行政区划
蛟桥镇下辖以下地区：
舍里甲社区、齐洛瓦社区、黄家湖社区、丽景苑社区、新宇社区、江仪社区、江西客车厂家委会、江西农大家委会、江西财大家委会、下罗村、范家村、麦元村、青岚村、赤府村、上罗村、枫景村、上枫景村、瀛上村、前进村、龙潭村、卫国村、双岭村、东风农场生活区、水产场生活区、麦园林场生活区和花卉场生活区。

## 交通
- 京九铁路：南昌北站